# Maria Königin des Rosenkranzes (Unterkammlach)

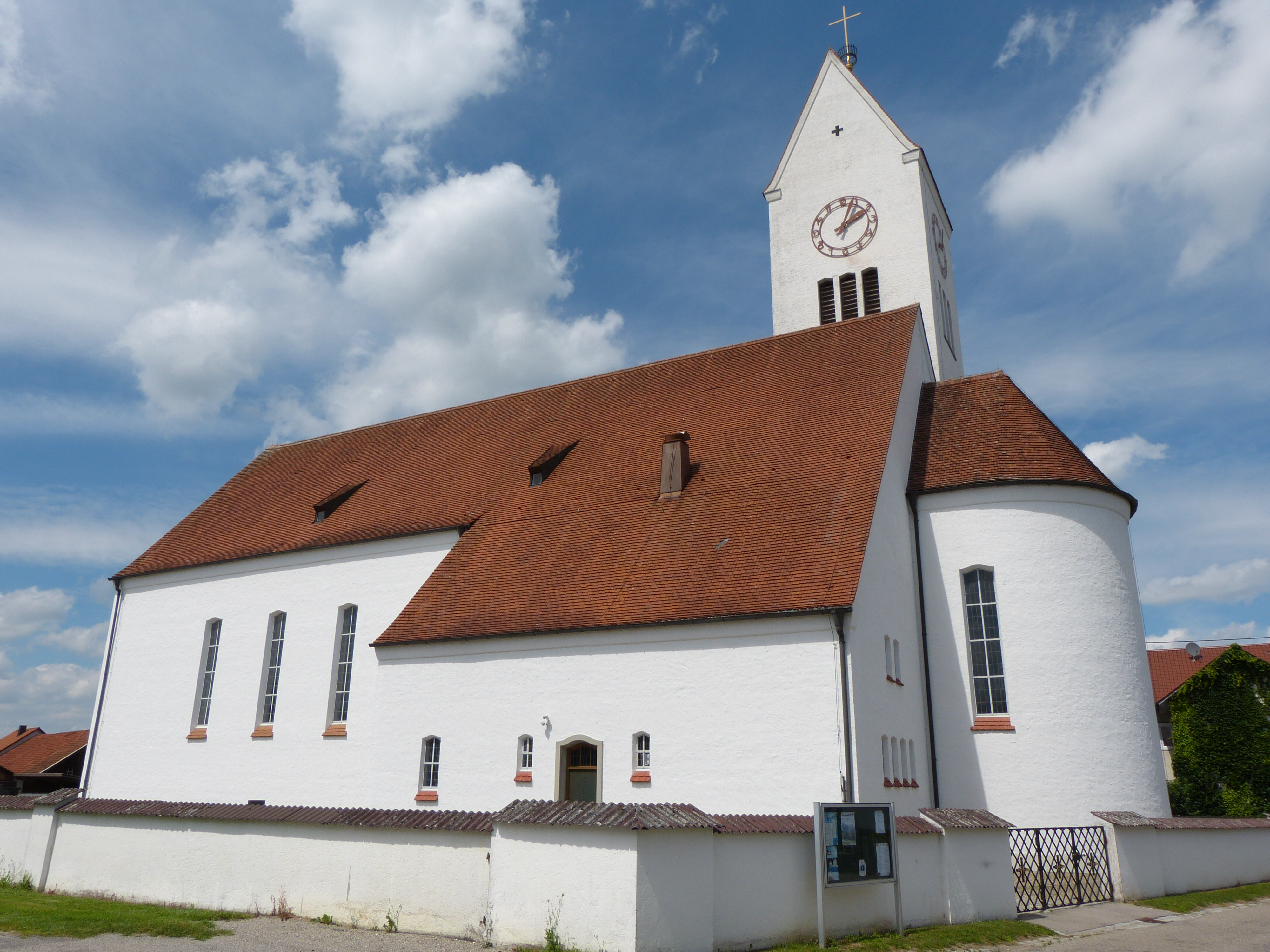
Maria Königin des Rosenkranzes in Unterkammlach

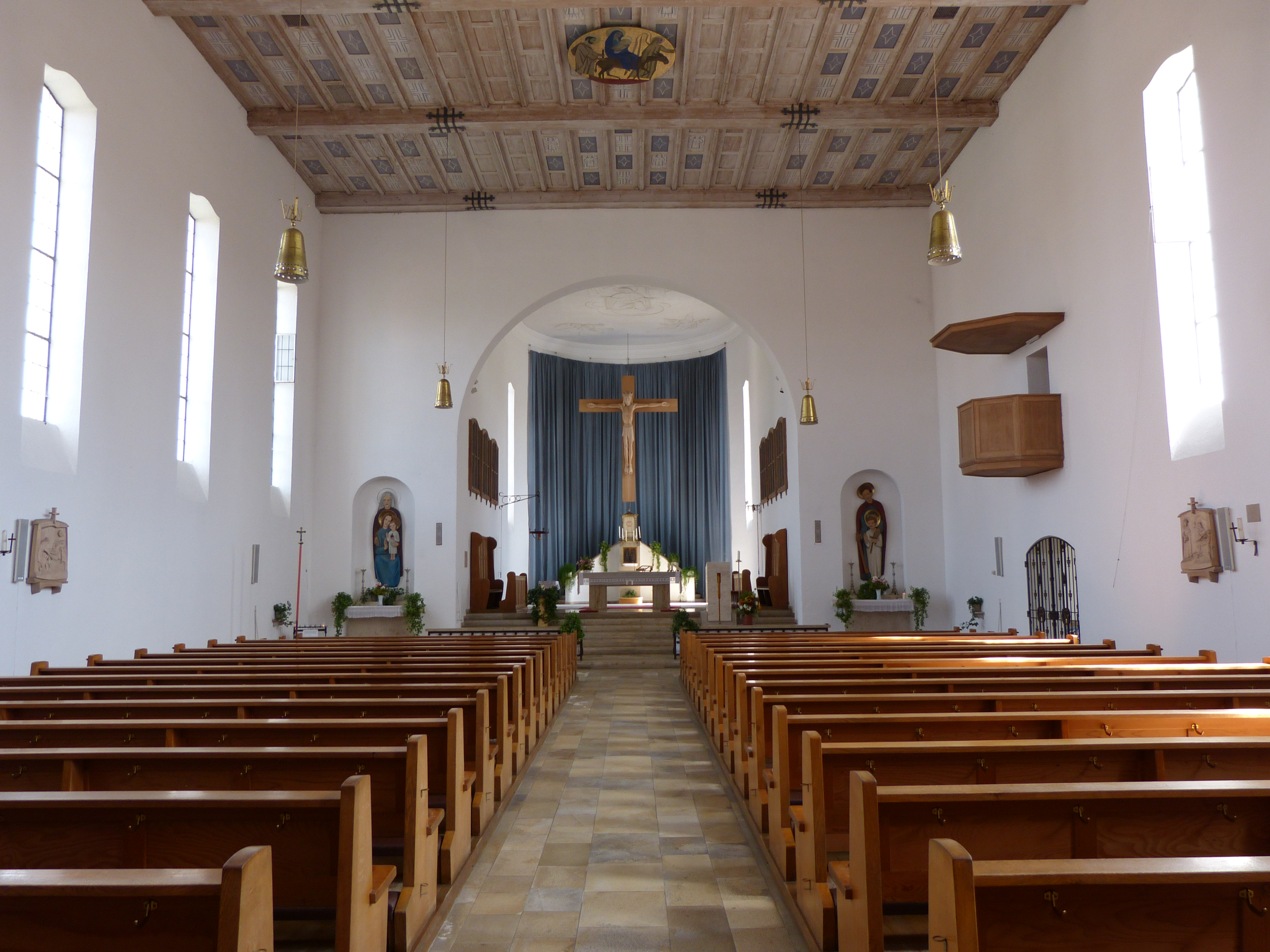
Innenraum

Die römisch-katholische Pfarrkirche Maria Königin des Rosenkranzes steht in Unterkammlach, einem Gemeindeteil von Kammlach im schwäbischen Landkreis Unterallgäu von Bayern. Das Bauwerk ist in der Liste der Baudenkmäler in Kammlach als Baudenkmal unter der Nr. D-7-78-180-11 eingetragen. Die Pfarrei gehört zum Dekanat Mindelheim des Bistums Augsburg.

## Beschreibung
Die Saalkirche wurde 1952–1955 erbaut. Sie besteht aus einem Langhaus, einem eingezogenen, halbrund geschlossenen Chor im Osten, einem Kirchturm der im Osten in die Nordwand des Langhauses eingestellt ist und der ihm gegenüberliegenden Sakristei. Der Kirchturm, der quer mit einem Satteldach bedeckt ist, beherbergt im obersten Geschoss die Turmuhr, im Geschoss darunter hinter den als Triforien gestalteten Klangarkaden den Glockenstuhl mit vier Kirchenglocken. Zur historischen Kirchenausstattung gehören eine Statue des heiligen Sebastian von 1500 und eine der Anna selbdritt von 1510.